# 梁上國
梁上國（?—?），字斯儀，一字九山，福建省福州府長樂縣人，清朝政治人物、進士出身。
乾隆四十年（1775年）乙未科進士。嘉庆十八年八月初九（1813年9月3日），由太仆寺少卿调任廣西學政，同年十月二十三（11月15日），令仍留任。